# Delphine Itambi
 (février 2025).
 (février 2025).
 (février 2025).
La mise en forme du texte ne suit pas les recommandations de Wikipédia : il faut le « wikifier ».
Les points d'amélioration suivants sont les cas les plus fréquents :
- Les titres sont pré-formatés par le logiciel. Ils ne sont ni en capitales, ni en gras.
- Le texte ne doit pas être écrit en capitales (les noms de famille non plus), ni en gras, ni en italique, ni en « petit »…
- Le gras n'est utilisé que pour surligner le titre de l'article dans l'introduction, une seule fois.
- L'italique est rarement utilisé : mots en langue étrangère, titres d'œuvres, noms de bateaux, etc.
- Les citations ne sont pas en italique mais en corps de texte normal. Elles sont entourées par des guillemets français : « et ».
- Les listes à puces sont à éviter, des paragraphes rédigés étant largement préférés. Les tableaux sont à réserver à la présentation de données structurées (résultats, etc.).
- Les appels de note de bas de page (petits chiffres en exposant, introduits par l'outil «  Source ») sont à placer entre la fin de phrase et le point final[comme ça].
- Les liens internes (vers d'autres articles de Wikipédia) sont à choisir avec parcimonie. Créez des liens vers des articles approfondissant le sujet. Les termes génériques sans rapport avec le sujet sont à éviter, ainsi que les répétitions de liens vers un même terme.
- Les liens externes sont à placer uniquement dans une section « Liens externes », à la fin de l'article. Ces liens sont à choisir avec parcimonie suivant les règles définies. Si un lien sert de source à l'article, son insertion dans le texte est à faire par les notes de bas de page.
- La présentation des références doit suivre les conventions bibliographiques. Il est recommandé d'utiliser les modèles {{Ouvrage}}, {{Chapitre}}, {{Article}}, {{Lien web}} et/ou {{Bibliographie}}. Le mode d'édition visuel peut mettre en forme automatiquement les références.
- Insérer une infobox (cadre d'informations à droite) n'est pas obligatoire pour parachever la mise en page.

Pour une aide détaillée, merci de consulter Aide:Wikification.
Si vous pensez que ces points ont été résolus, vous pouvez retirer ce bandeau et améliorer la mise en forme d'un autre article.
Delphine Itambi est une scénariste, réalisatrice et productrice camerounaise,. Elle reçoit la mention spéciale du Jury au festival Yarha avec le court-métrage Just a Minute en 2025.

## Biographie
Delphine Itambi obtient une licence en chimie à l'Université de Buéa à la suite de laquelle elle fait une formation en filmographie à la New York Film Academy,. 

## Carrière
Elle commence la production en 2009 avec A Woman's World. À la suite, elle continue avec Obsession en 2011, House of Triplets en 2012 et Ward Zee en 2018,.
De 2013 à 2024, Delphine écrit les scénarios de Viri, I-Bemsi, Ward Zee, Mona, The Rising Sun et Two worlds.
De 2013 à 2016, participe à plusieurs festivals africains et camerounais en tant qu'exposant à l'instar du Festival International du Film de Durban, jurée lors de la Cameroon Movie Merit Award et l'African Movie Academy Award (AMAA) et membre du comité d'organisation de l'Art City Short Film Festival,. En 2021, elle fait partie du jury de la neuvième édition du Festival international du cinéma indépendant de Bafoussam.
En 2018, elle est nommée aux écrans noirs dans la catégorie écran du film camerounais qui est remporté par Paul Samba et Chenopoh Gosson avec le film Rebel pilgrim,.
En 2025, elle reçoit la mention spéciale du Jury au festival Yarha avec le court-métrage Just a Minute.
Elle dirige également sa maison de production nommée Elegant Sisters Production.

## Filmographie
- Ward Zee (2018)[11]
- I-Bemsi (2014)[12]
- Two Worlds (2024)[13]
- Woman's World (2009) [14]
- VIri (2014)[15]

### Production
2012: House of Triplets
2011: Obsession
2009: A woman's world

## Festivals

### Jurée
2013: Cameroon Movie Merit Award 
2014: Cameroon Movie Merit Award 
2015: African Movie Academy Award
2016: African Movie Academy Award

### Organisateur
2016: Art City Short Film Festival[réf. nécessaire]

## Palmarès
2025: Mention spéciale du Jury Yahra avec Just a Minute
2009: Prix de la meilleure actrice lors du Fako Film Festival